# (7720) Lepaute
(7720) Lepaute ist ein Asteroid des äußeren Hauptgürtels, der am 26. September 1960 von dem niederländischen Astronomenehepaar Cornelis Johannes van Houten und Ingrid van Houten-Groeneveld entdeckt wurde. Die Entdeckung geschah im Rahmen des Palomar-Leiden-Surveys, bei dem von Tom Gehrels mit dem 120-cm-Oschin-Schmidt-Teleskop des Palomar-Observatoriums (IAU-Code 675) aufgenommene Feldplatten an der Universität Leiden durchmustert wurden.
Der Asteroid gehört zur Themis-Familie, einer Gruppe von Asteroiden, die nach (24) Themis benannt wurde.
(7720) Lepaute wurde nach der französischen Astronomin in der Zeit der Aufklärung Nicole-Reine Lepaute (1723–1788) benannt, die 1762 die exakte Zeit der Sonnenfinsternis von 1764 berechnete.